# Кованько, Александр Сергеевич
Александр Сергеевич Кованько (18 июля 1893, Константиноград — ныне Полтавская область — 20 мая 1975, Львов) — русский и советский математик, с 1926 — профессор, 1938 — доктор физико-математических наук.

## Краткое жизнеописание
Происходит из семьи смотрителя земской больницы. В 1911 году окончил московское реальное училище.
В 1915 году с дипломом первой степени заканчивает физико-математический факультет Московского университета, до 1918 года там проходит аспирантуру — для подготовки к профессорскому званию.
После магистерских экзаменов в 1918-1919 годах работает ассистентом на кафедре механики Киевского политехнического института.
С 1919 года — преподаватель женской гимназии Костянтинограда. В 1920-1926 годах в Крымском университете: приват-доцент, доцент, профессор.
В 1926-1945 годах работает в различных учебных заведениях. В 1935 году после убийства С. Кирова выслан из Ленинграда на 5 лет в Томск (из-за его дворянского происхождения). Однако уже в конце 1936 освобожден от высылки, в 1938 году получил разрешение поселиться в европейской части СССР.
В 1936 году получил без защиты степень кандидата физико-математических наук. В ноябре того же года защитил докторскую диссертацию «Обобщенные почти периодические функции», с 1938 — доктор физико-математических наук.
С июня 1945 года заведует кафедрой теории функции Львовского университета — С. Орлич выехал в Польшу.
В 1947-49 годах был деканом физико-математического факультета.
В 1948 году кафедру теории функции объединяют с кафедрой математического анализа, последней после Стефана Банаха руководил Владимир Левицкий.
Управляет кафедрой математического анализа и теории функций с 1948 по 1971 год (с 1950 зовется кафедрой математического анализа).
В 1971-1973 годах — профессор-консультант кафедры.
Изучал:
- теории квадрированности поверхностей,
- теории почти периодических функций,
- теории функциональных последовательностей.

В своих работах решил вопрос полноты определенных пространств почти периодических функций. Исследовал необходимые и достаточные условия компактности полиномами в пространствах почти периодических функций.
Является автором более 120 научных трудов, в том числе монографии «Интеграл Лебега», Львов, 1951, и учебника «Теория функций действительного переменного и основы функционального анализа», Львов, 1961, в соавторстве с И.Г. Соколовым.
Был инициатором проведения математических олимпиад учащихся средних школ Львова, в 1947-1953 годах руководил организационными комитетами олимпиад.
Похоронен на Яновском кладбище.
Среди учеников — математик Владислав Лянце, кибернетик Александр Костовский.
Среди трудов — «Об компактность систем обобщенных почти обобщенных функций А. С. Безиковича», 1946.

## Источник
- Механико-математический факультет Архивная копия от 28 июня 2013 на Wayback Machine
- Персоналии Архивная копия от 18 ноября 2015 на Wayback Machine